# چاه برشک
چاه برشک، روستایی از توابع بخش دهج شهرستان شهربابک در استان کرمان است.

## جمعیت
این روستا در دهستان دهج قرار دارد و براساس سرشماری مرکز آمار ایران در سال ۱۳۹۵، جمعیت آن ۶۰ نفر (۲۴ خانوار) بوده‌است.